# Yui Horie
Yoshiko Horie (堀江 由子 Horie Yoshiko?), conocida por su nombre artístico
Yui Horie (堀江 由衣 Horie Yui?, Katsushika, Tokio, 20 de septiembre de 1976), es una cantante y seiyū japonesa. Es conocida por darle voz a Riko Izayoi/Cure Magical de Maho Girls PreCure!.
Debutó en 1997 en el videojuego, publicado en PlayStation y Sega Saturn, Voice Fantasia: Ushinawareta Voice Power. Interpretó durante bastante tiempo pequeños papeles en diferentes series de anime pero no fue sino hasta 1998, cuando le puso la voz a Multi de la serie ToHeart y en 2000, al darle voz a Naru Narusegawa en Love Hina, cuando alcanzó bastante notoriedad. Ya en 2001 le dio voz a Tohru Honda en Fruits Basket y lanzó un álbum titulado Mizutamari ni Utsuru Sekai.

## Biografía
Nacida en Tokio, Horie pasó gran parte de su juventud como una niña latchkey. Como hija única, (en ese momento) pasaba la mayor parte del tiempo sola, jugando fuera de su residencia después de la escuela hasta las 7 p. m., cuando sus padres volvían del trabajo. En la escuela secundaria, se unió al club de voleibol, pero no lo disfrutó mucho. Horie se refiere a su tiempo en la escuela secundaria y preparatoria como su 'era oscura'. Los intereses de la primera infancia incluyeron ver serie de anime Dirty Pair. Le fascinaba la premisa principal como detective. Actuaba escenas de memoria con un amigo de la escuela y también se grababa con un reproductor de casetes.
En 1995, durante el primer año de la universidad, Horie audicionó en el Instituto de Actuación de Voz de Japón para obtener una beca, la escuela de formación de voz para Arts Vision. Se la puede citar diciendo: "Fui a una audición en lugar de buscar un trabajo". Horie se graduó después de 4 años de formación. Durante este tiempo, ingresó a la SME Voice Actor Audition en 1996, ganando el Premio Namco (con Ayako Kawasumi ganando el Premio Especial).  El 28 de agosto de 1996, Horie y otros 21 estudiantes de canto (incluyendo a Yukari Tamura) fueron presentados en " SOMETHING DREAMS '96" de Nippon Cultural Broadcasting Inc." en el Centro Internacional de Exposiciones de Tokio como el Dorikan Club, un grupo de aspirantes a actrices de voz.

## Filmografía

### Anime
1997
- Aun Freya - Photon: The Idiot Adventures
- Chihiro - Pokémon

1998
- Aya Fujimiya - Weiß Kreuz
- Chica A - Cowboy Bebop
- Fiena - Orphen
- Francheska - Akihabara Dennou Gumi
- Gina - Kaiketsu Jouki Tanteidan
- Franchesca, Enoken - Akihabara Dennogumi
- Galatea - Bubblegum Crisis Tokyo 2040
- Haruka - Kurogane Communication
- Koaji y Nezu Prince Mackaroo
- Lita Ford - Saint Luminous Jogakuin

1999
- Francheska - Akihabara Dennou Gumi - 2011 Nen no Natsuyasumi
- Lei Lin - Samurai Hunt for the Sword
- Lieza - Arc the Lad
- Michelle Cay - Mugen no Ryvius
- Multi HMX12 - To Heart
- Mint - Trouble Chocolate
- Osamucho Takeuchi Legend of the Galactic Heroes: Spiral Labirynth
- Pikushisu - Dangaizer 3
- Suzuko Natsume - Omishi Magical Theater Risky Safety

2000
- Catherine Chapman - Sci-Fi Harry
- Chica Sakanoma - Doraemon: Nobita and the Legend of the Sun King
- Chrono (Kurono) - Aa! Megami-sama
- Fina - Skies of Arcadia
- Karoru Kuweizaa - Ginsokiko Ordian
- Mitsuko Komyoji - Kikaider
- Naru Narusegawa - Love Hina, Love Hina Again (2001)
- Raimi - Growlanser III: The Dual Darkness
- Rokuna Hiiragi - Mon Colle Knights
- Sue Harris - Argento Soma
- Tia - Gandeek
- Hanyuu Furude Higurashi no Naku koro ni

2001
- Celvice Klein - Z.O.E ~Zone of the Enders~
- Corina Solgente - Tales of Eternia
- Hiromi Fujimori - Angelic Layer
- Hitomi - Dead or Alive 3
- Iron Maiden Jeanne y Lilly - Shaman King
- Mikage - Prétear
- Naru Narusegawa - Love Hina Final
- Naru Narusegawa - Love Hina Haru Special ~Kimi Sakura Chiru Nakare!!
- Rockna Hiragi - Mon Colle Knights
- Sakura Ibaragi - Figure 17 - Tsubasa and Hikaru
- Sakuya - Sister Princess
- Tohru Honda - Fruits Basket

2002
- Amiryun - Abenobashi Maho Shotengai
- Ayu Tsukimiya - Kanon (2002, Versión Toei Animation)
- Koma - Asagiri no Miko
- Naru Narusegawa - Love Hina Again
- Orie Amano - Pia Carrot e Youkoso!! - Sayaka no Koi Monogatari
- Rio Takeuchi - Spiral: Suiri no Kizuna
- Sakuya - Sister Princess: Re Pure
- Silvia Maruyama - Ground Defense Force! Mao-chan
- Yuya Shiina - Samurai Deeper Kyo

2003
- Ayu Tateishi - Ultra Maniac
- Ayu Tsukimiya - Kanon Kazahana
- Hitomi - Dead or Alive Xtreme Beach Volleyball, Dead or Alive Xtreme 2 (2006)
- Kotori Shirakawa - D.C. ~Da Capo~, D.C.S.S. ~Da Capo Second Season~ (2005)
- Mayura Daidouji - Matantei Loki Ragnarok
- Sarara - Bottle Fairy
- Yuriko Amemiya - Nanaka 6/17

2004
- Ayu Tsukimiya - Kanon 2006
- Eri Sawachika - School Rumble
- Futaba Amitaka - Tokyo Jushoden
- Honey Kisaragi / Cutie Honey - Re: Cutie Honey (OAV)
- Hitomi - Dead or Alive Ultimate
- Jiyuu Nanohana / Jubei Yagyu II - Jubei-chan 2
- Kaoruko Ichijo - Futakoi
- Kisaragi Honey - RE: Cutie Honey
- Megumi Higashibara (Mars Daybreak]]
- Multi - To Heart: remember my memories
- Najenka - Yugo ～Koushoujin～
- Sasaki Makie - Mahou Sensei Negima (especial)

2005
- Artista guapa - Canvas 2
- Erebosu - Rean no Tsubasa
- Hitomi - Dead or Alive 4
- Kaoruko Ichijou - Futakoi Alternative
- Kotori Shirakawa - Da Capo Second Season
- Meryl - Shining Force Neo
- Miyako Uehara - Paniponi Dash!
- Makie Sasaki - Mahou Sensei Negima, Negima!? (2005)
- Pecoru - Ueki no Housoku (La Ley de Ueki)
- Sasaki Makie - Negima!
- Tamami Chanohata - Mahoraba

2006
- Ai -  Animal Crossing: La Película
- Mizuho Miyanokōji - Otome wa Boku ni Koishiteru
- Ayu Tsukimiya - Kanon (2006, Versión Kyoto Animation)
- Eri Sawachika (沢近 愛理) - School Rumble ni Gakki (2006)
- Mei Ling - D.gray-man
- Mio Readiness - Zegapain
- Nanae Fujieda - Sky Girls (OAV)
- Sasaki Makie - Mahou Sensei Negima! OVA Haru
- Sasaki Makie - Mahou Sensei Negima! OVA Natsu
- Sasaki Makie - Negima!?
- Siesta - Zero no Tsukaima
- Sumire - Ray
- Youko - Inukami!
- Yasuna Kamiizumi - Kasimashi Girl meets girl
- Yasuna Kamiizumi - Kasimashi Girl meets girl (OVA)

2007
- Aoi Misato - Tokyo Majin Gakeuen Kenpucho
- Aoi Misato - Tokyo Majin Gakeuen Kenpucho: Dainimaku
- Byakko, Mariko Etou y Maru - Suteki Tantei Labyrinth
- Hanyuu Furude - Higurashi No Naku Koro Ni Kai
- Momo y Suzu - Nagasarete Airantou
- Nanee Fujieda - Sky Girls
- Shiro Usa - Sugar Bunnies
- Siesta - Zero no Tsukaima Futatsuki no Kishi
- Touka Kureha - Shining Tears X Wind
- Yukiho Hagiwara - Idolmaster: Xenoglossia
- Manami Amamiya - Gakuen Utopia Manabi Straight!
- Manami Amamiya - Gakuen Utopia Manabi Straight! (OAV)
- Yume Asakura - Da Capo II

2008
- Chie Suzugasaki - Hyakko
- Eri Sawachika - School Rumble Sangakki
- Fatina - The Tower of Druaga: Aegis of Uruk
- Mata Tami - Crayon Shin-chan: Chō Arashi wo Yobu Kinpoko no Yūsha
- Minori Kushieda - Toradora!
- Miruru - Chō Gekijōban Keroro Gunso 3: Keroro Tai Keroro - Tenkū Daikessen de Arimasu!
- Miyako Takagami - Wagaya no Oinarisama
- Riko,  Kamika Todoroki y el gato negro - Shikabane Hime Aka
- Sasaki Makie - Mahō Sensei Negima! ~Shiroki Tsubasa Ala Alba~
- Siesta - Zero no Tsukaima Princess no Rondo
- Yûki Cross - Vampire Knight
- Yûki Cross - Vampire Knight Guilty
- Suzune Shinozaki - Shigofumi - Stories of Last Letter
- Yume Asakura - Da Capo II Second Season
- Sakura Kanai - Dekora ga Machi Devil's Lake

2009
- Charle - Fairy Tail
- Dahlia - Rune Factory 3
- Fatina - The Tower of Druaga: the Sword of Uruk
- Hanyuu Furude - Higurashi no Naku Koro ni Rei
- Haruka Nishida - Kanamemo
- Kyōko Ikumi - Aoi Hana
- Mihoko Fukuji - Saki
- Mishima Akane - Kämpfer
- Namiko Nozaki - GA Geijutsuka Art Design Class
- Princess Mira - Lupin III vs Detective Conan
- Riko,  Kamika Todoroki y el gato negro - Shikabane Hime Kuro
- Roda - Tegami Bachi
- Sasaki Makie - Mahō Sensei Negima! ~Mō Hitotsu no Sekai~
- Seiru - Battle Spirits: Shōnen Gekiha Dan
- Shōko Maruuchi - Zan, Sayonara, Zetsubou-Sensei
- Sonia Shaflnarz - Hayate the Combat Butler!!
- Sonia Shaflnarz - Hayate the Combat Butler!! (OVA)
- Tsubasa Hanekawa - Bakemonogatari
- Urin - Umi Monogatari Anata ga ite kureta koto
- Maria Ushiromiya - Umineko no Naku Koro ni
- Yamazaki Kanako - Natsu no Arashi!
- Yamazaki Kanako - Natsu no Arashi! Akinai chū

2010
- Alice Kiriki - Ōkami-san to Shichinin no Nakama-tachi
- Hozuki - Otome Yōkai Zakuro
- Celine Bright - Jewelpet Tinkle
- Jens - Asobi ni Iku yo!
- Kanae Naruko - Mayoi Neko Overrun!
- Miharu Takeshita - B gata h kei
- Roda - Tegami Bachi Reverse
- Sonken Chuubou - Ikkitousen: Xtreme Xecutor
- Yuki-Onna - Nurarihyon no Mago

2011
- Hanyuu Furude - Higurashi No Naku Koro Ni Kira
- Anna Suehiro - Hourou Musuko
- Charle - Fairy Tail (OVA)
- Chie Satonaka - Persona 4 The Animation
- Effie - Astarotte no Omocha![1]
- Kyou Sawagi - Ben-To
- Maruga - Dragon Crisis!
- Masako Natsume - Mawaru Penguindrum
- Millhiore F. Biscotti - Dog Days
- Mishima Akane - Kämpfer für die Liebe
- Yamada-san - Katteni Kaizō
- Yuzu Komiya - Nekogami Yaoyorozu

2012
- Tsubasa Hanekawa - Nisemonogatari
- Tsubasa Hanekawa - Nekomonogatari: Kuro
- Siesta - Zero no Tsukaima Final
- Raika Oda - Papa no Iukoto o Kikinasai!
- Rufina - Shining Hearts: Shiawase no Pan
- Yuki "Yukirin" Kashiwagi - AKB0048
- Emika Takatsuki - Ano Natsu de Matteru
- Mii - Arashi no Yoru Ni: Himitsu no Tomodachi
- Hitomi - Dead or Alive 5
- Millhiore F. Biscotti  - Dog Days'
- Charle  - Fairy Tail the Movie: The Phoenix Priestess
- Coorie  - Moretsu Pirates
- Liu Bei - Sengoku Collection
- Mihoko Fukuji - Saki Achiga-hen Episode of Side-A
- Mary Tudor, Scarred - Kyokai Senjo no Horizon
- Riki Naoe - Little Busters!
- Kushina Anna- K (anime)
- Reiko Amano - Shin Sekai Yori
- Liu Bei - Sengoku Collection
- Akane Akaza - YuruYuri♪♪
- Numa no Himemiko - Kamisama Hajimemashita
- Yamuraiha - Magi: The Labyrinth of Magic
- Ryunosuke Akasaka, Maid-Chan - Sakura-so no Pet na Kanojo
- Sonia Shaflnarz - Hayate the Combat Butler: Can't Take My Eyes Off You
- Persephone - Skylanders: Spyro's Adventure

2013
- Nepgear, Purple Sister - Choujigen Game Neptune The Animation
- Ryunosuke Akasaka, Maid-Chan - Sakura-so no Pet na Kanojo
- Charle - Fairy Tail
- Riki Naoe - Little Busters!
- Reiko Amano - Shin Sekai Yori
- Rion Nanami - Kakumeiki Valvrave
- Miss Monochrome  - Miss Monochrome
- Kaga Kouko -  Golden Time
- Tsubasa Hanekawa - Monogatari Series Second Season
- Serena Cadenzavna Eve- Senki Zesshou Symphogear
- Ozu Kanon  -  Coppelion

2014
- Wagon - Ressha Sentai ToQger
- Maya - Supochan showdown! ~The Great Yokai Battle~
- Kisara Tendō - Black Bullet

2015
- Salamandinay - Cross Ange: Rondo of Angels and Dragons
- Yui Horie/Ella misma - Sore ga Seiyu!
- Ca/Calcium - Zeromachina
- Tsubasa Hanekawa - Owarimonogatari
- Yui Horie (Ella Misma) - Sore ga Seiyū!
- Sakuya Tsukumo - Absolute Duo

2016
- Riko Izayoi/Cure Magical - Maho Girls PreCure!
- Aina Kuronuma - Sakamoto desu ga?
- Kaho Nikaidou - Hatsukoi Monster
- Felix Argyle - Re:Zero kara Hajimeru Isekai Seikatsu
- Tsubasa Hanekawa - Kizumonogatari
- Tsubasa Hanekawa - Koyomimonogatari
- Wiz - Kono Subarashii Sekai ni Shukufuku o!

2017
- Wiz - Kono Subarashii Sekai ni Shukufuku o! 2
- Izumi Kagurazaka - Digimon Universe: Appli Monsters
- Tsubasa Hanekawa - Kizumonogarari III
- Tsubasa Hanekawa - Owarimonogatari 2º season
- Aki Asukai - Konbini Kareshi
- Yukki Togawa - Nisekoinema No Sensen Lite!
- Natsuko Honda - Ousama Game the Animation

2018
- Anne - Shokugeki no Sōma: San no Sara

2019
- Belfast - Azur Lane
- Anne - Shokugeki no Sōma: Shin no Sara
- Satomi Tachibana - Dumbbell Nan-Kilo Moteru?

2020
- Saren - Princess Connect! Re:Dive
- Mitama Yakumo - Magia Record: Puella Magi Madoka Magica Gaiden
- Manami Aiba/La Brava - My Hero Academia
- Hanyuu Furude - Higurashi No Naku Koro Ni Gou

2021
- Excel Walter - Genjitsushugi Yūsha no Ōkoku Saikenki
- Eri Hanamoto - Hyper Ultra Girlish
- Mitama Yakumo -  Magia Record Season 2
- Hanyuu Furude - Higurashi No Naku Koro Ni Sotsu
- Ayu Tsukimiya y Riki Naoe - Kaginado
- Paula - Heion Sedai no Idaten-tachi

2022
- Excel Walter - Genjitsushugi Yūsha no Ōkoku Saikenki
- Ayu Tsukimiya y Riki Naoe - Kaginado season 2

2023
- Mahiru Naruhaya - Blue Lock

2024
- Sofia Bryant Tokitō - Highspeed Etoile

### Videojuegos
- Hanyuu Furude - Higurashi No Naku Koro Ni
- Maria Ushiromiya - Umineko No Naku Koro Ni
- Ayu Tsukimiya - Kanon (Novela Visual)
- Annie, Dracula, Gabriel, Yen. - Girls X Battle
- Nepgear (la bruja o mago) - Cyberdimension Neptunia: 4 Goddesses Online -en la versión japonesa- (PS4 y Windows)
- Ess (o S en la versión japonesa) - Puyo Puyo Tetris -en la versión japonesa- (3DS, Wii U, PS3, PS Vita, PS4, Xbox One, y Nintendo Switch)
- Nepgear / Purple Sister - Hyperdimension Neptunia - Empezando de Hyperdimension Neptunia mk2 -en la versión japonesa- (PS3, PS4, PS Vita, y Windows)
- Natsume Nagi - Radiata Stories
- Lillith Zaberisk - Animamundi
- Chie Satonaka - Shin Megami Tensei: Persona 4 -en la versión japonesa-
- Rena - Elsword -en la versión japonesa-
- Futaba Chitose - Seishun Hajimemashita!
- Ouroboros - [Ta Ga Tame No Alchemist(The Alchemist Code)]
- Ran Kuzuryu - Moe! Ninja Girls RPG
- Mitama Yakumo - Magia Record
- Tart / Jeanne D'Arc - Magia Record
- Ai-Chan y Ai-Chan Λ - Honkai Impact 3rd
- Tsubasa Hanekawa (Crossover) - Magia Record
- Faruzan - Genshin Impact
- Miya - Guardian Tales

### Doblajes
- Stephanie - LazyTown
- Roxy - Winx Club

## Discografía

### Álbumes
- Mizutamari ni Utsuru Sekai (水たまりに映るセカイ?) (21 de diciembre de 2000)
- Kuroneko to Tsuki Kikyū o Meguru Bōken (黒猫と月気球をめぐる冒険?) (29 de noviembre de 2001)
- Sky (24 de junio de 2003)
- Rakuen (楽園) (28 de abril de 2004)
- Usotsuki Alice to Kujiragō o Meguru Bōken (嘘つきアリスとくじら号をめぐる冒険 Usotsuki Arisu to Kujiragō o Meguru Bōken?) (23 de noviembre de 2005)
- Darling  (30 de enero de 2008)
- A Votre Sante!! (2008) (with Kurobara Hozonkai)
- Honey Jet!! (15 de julio de 2009)
- Himitsu (秘密) (22 de febrero de 2012)
- World End no Niwa (7 de enero de 2015)

### Álbumes recopilatorios
- The Best Album (20 de septiembre de 2012)

### Álbumes recopilatorios (anime)
- Ho?: Horie Yui Character Best Album (Ho? ほっ??) (26 de marzo de 2003)
- Shining Blade Character Song Album (25 de abril de 2012)

### Sencillos
- My Best Friend (18 de noviembre de 1998)
- brand－new コミュニケイション (17 de marzo de 1999)
- Eternal Fantasy 3 Perpetual Blue (悠久幻想曲３パーペチュアルブルー Yūkyū Gensōkyoku 3 Pāpechuaru Burū?) Maxi Single Collection Part.6 (2000)
- Merry Merrily (Yamato Nadeshiko) (21.3.2001)
- Love Destiny (16 de mayo de 2001)
- Kirari Takaramono (キラリ☆宝物?) (28 de febrero de 2002)
- All My Love (24 de julio de 2002)
- Kokoro Harete Yo mo Akete (心晴れて 夜も明けて?) (4 de febrero de 2004)
- Scramble (Yui Horie with UNSCANDAL) (27 de octubre de 2004)
- Hikari (Inukami! Opening Theme) (24 de mayo de 2006)
- Days (Includes theme songs for Nagasarete Airantō) (2 de mayo de 2007)[2]
- Koisuru Tenkizu (恋する天気図?) (17 de agosto de 2007)
- Vanilla Salt (Toradora! Ending 1) (22 de octubre de 2008)
- Silky Heart (Toradora! Opening 2) (28 de enero de 2009)
- YAHHO!! (Kanamemo Ending) (26 de agosto de 2009)
- True Truly Love (September 2010)
- Immoralist (Dragon Crisis! Opening) (2 de febrero de 2011)
- PRESENTER (Dog Days (anime) Ending) (25 de mayo de 2011)
- Coloring (Papa no Iu Koto Kikinasai Ending) (18 de enero de 2012)
- Natsu no Yakusoku (Dog Days'), Ending
- Koisuru Meitantei - Persona 4 The Animation, 3.er ending (Ep 13)
- Heart Relation - Dog Days,
- Requiem of red - K,
- Golden Time (Golden Time opening) (del sencillo "Golden Time", Sweet&Sweet CHERRY es el ending) (13 de octubre de 2013)
- perfect slumbers (opening de Nekomonogatari: Kuro, 2012; primer opening de Koyomimonogatari, 2016)
- sugar sweet nightmare (quinto opening de Bakemonogatari, 2009)
- chocolate insomnia (primer opening de Monogatari Series Second Season, 2013)